# Лю Чжэньли
Лю Чжэньли (род. август 1964, Луаньчэн, Хэбэй) — китайский генерал-полковник (2021), начальник Объединенного штаба Центрвоенсовета Китая с сентября 2022.
Командующий Сухопутными войсками НОАК с июня 2021 по сентябрь 2022 года, прежде начальник их штаба. Член ЦК КПК 19-го созыва, депутат ВСНП 12-го созыва. Самый молодой генерал-полковник Китая (до него таковым был Guo Puxiao), с 1983 года он прошёл путь от рядового до генерала за 27 лет, и от генерал-майора (дек. 2010) до генерал-полковника за 11 лет. Он также ветеран китайско-вьетнамских пограничных конфликтов.
В рядах НОАК с сентября 1983 года; на следующий год вступил в КПК. Получил степень магистра военных наук, продолжительное время служил в Пекинском военном округе. Являлся командиром взвода, командиром роты, заместителем нач. штаба батальона, командиром батальона, командиром дивизии, начальником штаба бригады, начальником управления артиллерии, командиром мотострелковой дивизии.
С 1986 по 1987 год в составе 27-й армии Пекинского военного округа участвовал в боевых действиях против Вьетнама (см. Китайско-вьетнамские вооружённые столкновения (1979—1990)); возглавляемая им рота более года удерживала линию фронта у Лаошаня и отразила 36 волн наступления противника. Продемонстрированные им тогда превосходные командные способности стали основой для его дальнейшего быстрого продвижения в старшие командиры. Он станет самым молодым командиром общевойсковой армии и самым молодым заместителем начальника военного округа. После войны во Вьетнаме вернулся на службу в Пекинский военный округ, учился в Национальном университете обороны.
В 2012 году назначен командующим 65-й армией (65th Army (People's Republic of China)), а через два года стал командующим 38-й армией (38th Army (People's Republic of China)). В июле 2015 года Лю Чжэньли становится начальником штаба Народной вооружённой полиции Китая (по декабрь того же года). Затем начальник штаба Сухопутных войск. В 2016 году Лю стал также самым молодым генерал-лейтенантом. Делегат XIX съезда КПК. Им был подписан меморандум о взаимопонимании Китая с камбоджийской армией в 2022 году.
Считалось вероятным его членство в Политбюро ЦК КПК после XX съезда партии.